# Abrahamsson (adelsätt)
Abrahamsson var en kortlivad svensk adelsätt, adlad 1727, introducerad på Riddarhuset samma år med nr 1817 men utdöd redan 1741. Dess ende medlem var Petter Abrahamsson (1668–1741), häradshövding och framträdande rättslärd. Han var ogift, och ätten utslocknade därmed med honom själv. 